# Muilla coronata
Muilla coronata là một loài thực vật có hoa trong họ Măng tây. Loài này được Greene mô tả khoa học đầu tiên năm 1888.

## Hình ảnh

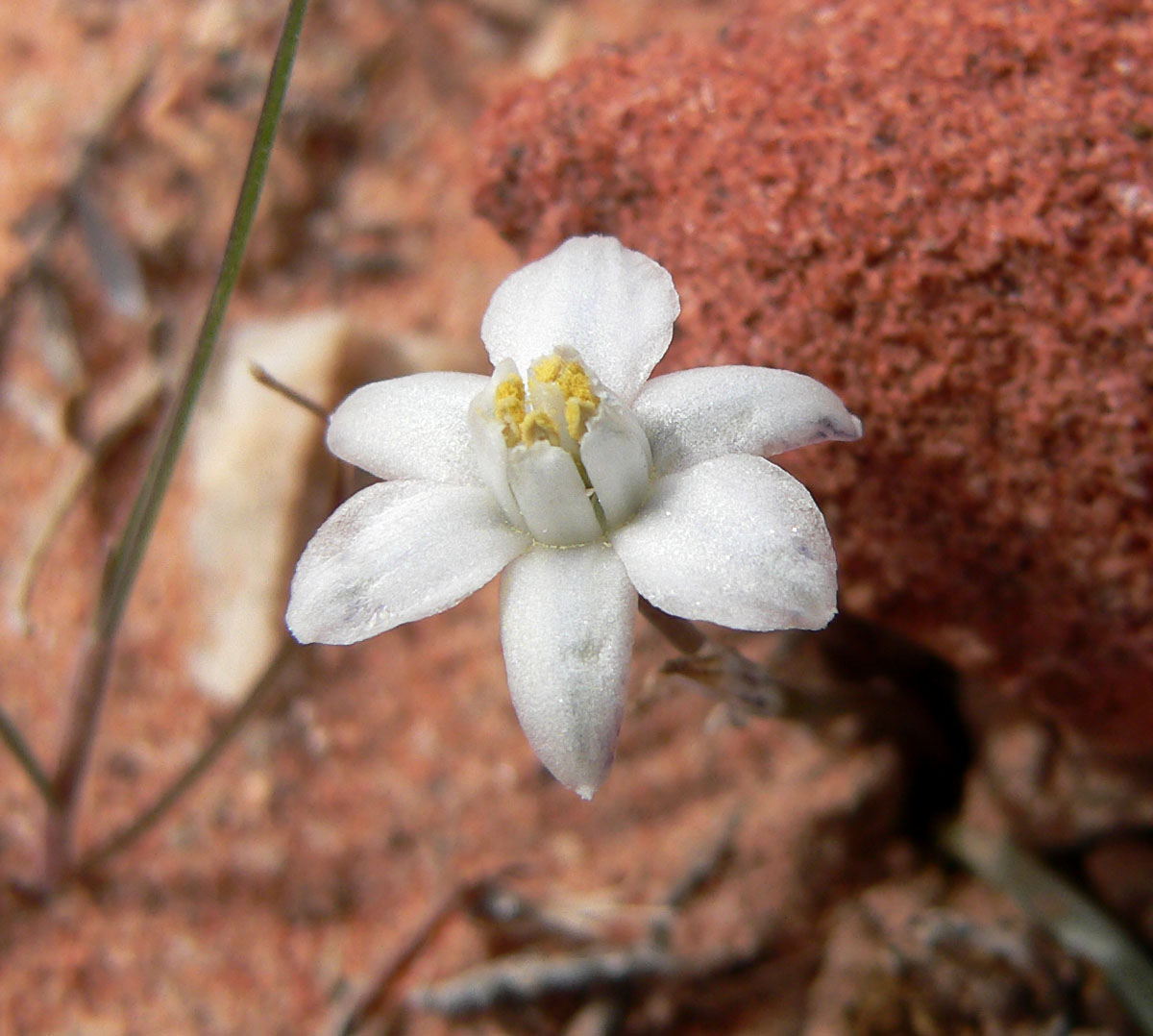
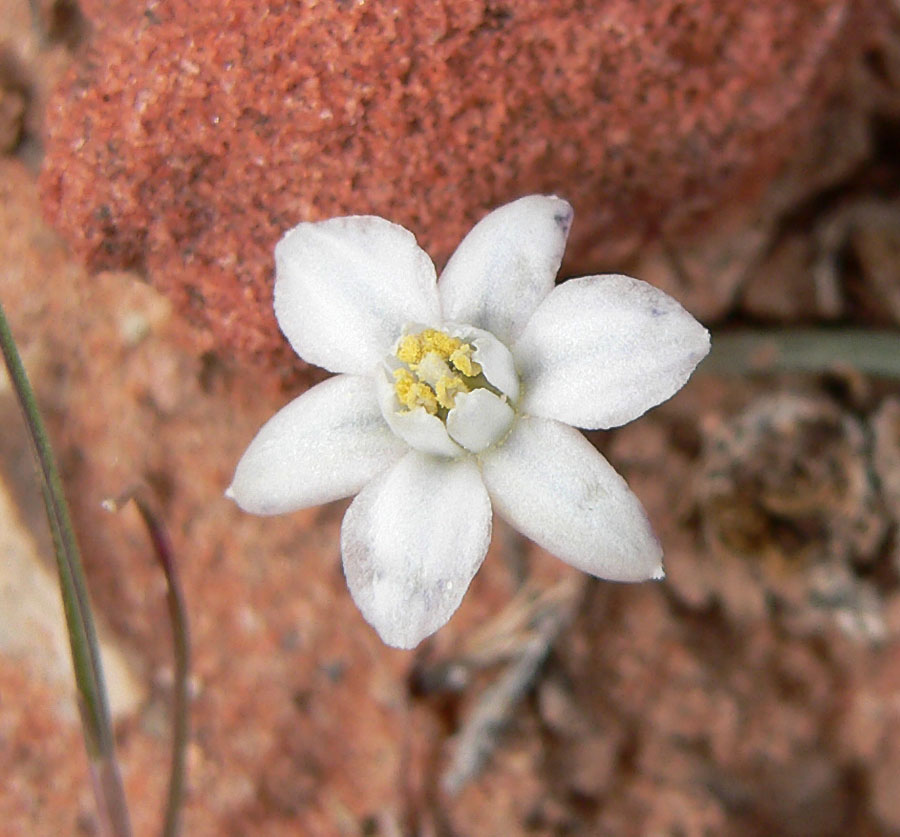